# Кольмар (футбольный клуб)
«Кольма́р» (фр. Sports réunis Colmar) — французский футбольный клуб из одноимённого города, в настоящий момент[какой?] выступает в Лиге националь, третьем по силе дивизионе Франции. Клуб был основан в 1920 году, домашние матчи проводит на арене «Кольмар», вмещающей 7000 зрителей. В Лиге 1 «Кольмар» принимал участие лишь однажды, в сезоне 1948/49, в котором он занял 11-е место, но в результате утери профессионального статуса был исключён из высшего дивизиона.